# Torgny Lindgren

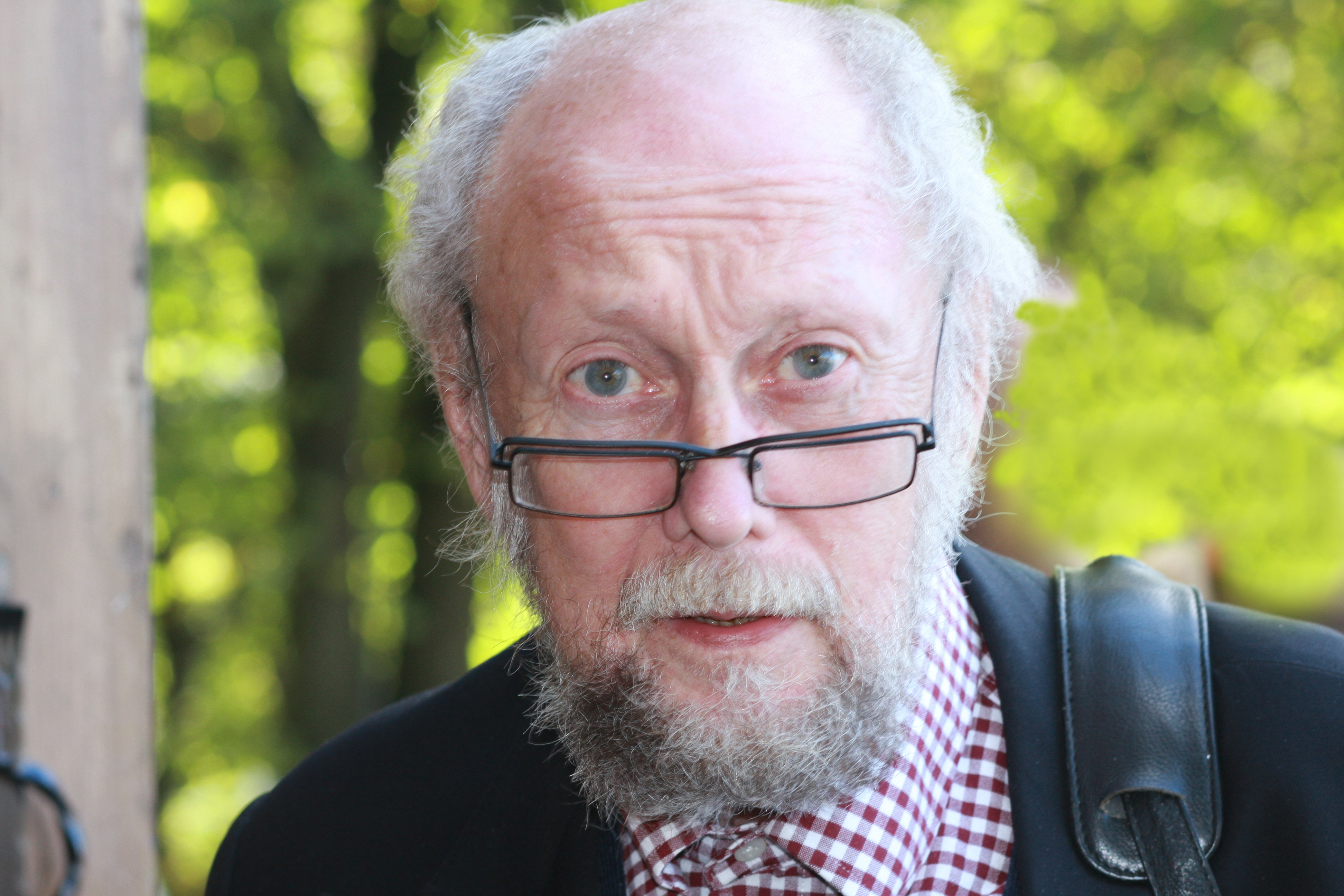
Torgny Lindgren (2007)

Torgny Lindgren [ˌtɔɹːgny ˈlɪndgreːn] (* 16. Juni 1938 in Raggsjö, Norsjö; † 16. März 2017 in Rimforsa) war ein schwedischer Schriftsteller.
Er debütierte 1965 als Lyriker mit Plåtsax, hjärtats instrument („Blechschere, Instrument des Herzens“). 1970 erschien die Gedichtsammlung Dikter från Vimmerby („Gedichte aus Vimmerby“). Seinen Durchbruch erreichte er jedoch mit Romanen. Torgny Lindgren war seit 1991 Mitglied der Schwedischen Akademie (Stuhl 9).

## Leben
Torgny Lindgren wurde 1938 als Sohn von Andreas Lindgren und Helga Björk geboren.
Lindgren verließ schon früh seine Heimat und zog nach Småland, wo er als Lehrer arbeitete. Anfang der 1970er-Jahre trat er in die Sozialdemokratische Arbeiterpartei Schwedens ein, wo er sich kritisch engagierte. 1971 erschien seine Auseinandersetzung mit der schwedischen Sozialdemokratie Hur skulle det vara om man vore Olof Palme? (dt.: „Wie wäre es, Olof Palme zu sein?“).
In den folgenden Jahren schrieb er eine Reihe von Satiren über Fragen der Politik und Schulbildung. Sie erschienen in der Sammlung Skolbagateller medan jag försökte skriva till mina överordnade. Sein erster Roman Övriga frågor (deutsch: „Einige andere Geschäfte“) wurde 1973 veröffentlicht, zwei Jahre später folgte 1975 Hallen (deutsch: „Die Halle“). Sein erster großer Erfolg stellte sich 1982 mit Ormens väg på hälleberget, deutsch: Der Weg der Schlange ein.
Ins historische Fach begab er sich 1984 mit dem Roman Bat Seba, der die biblische Erzählung um Bathseba und König David thematisiert. Mit diesem Buch wurde er auch in Deutschland bekannt.
Sein Roman Ormens väg på hälleberget wurde von Bo Widerberg verfilmt.

## Werke (Auswahl)
- 1982 Ormens väg på hälleberget
  - 1999 Der Weg der Schlange, übersetzt von Gisela Kosubek
- 1983 Merabs skönhet; Merabs Schönheit (Kurzgeschichten), übersetzt von Verena Reichel
- 1984 Bat Seba, P. A. Norstedt & Söners, Stockholm
  - 1987 Bathseba, übersetzt von Verena Reichel, Hanser, München/Wien, ISBN 3-446-14283-5
  - 1991 als dtv-Taschenbuch, München, ISBN 3-423-11409-6
- 1987 Ljuset
  - 1989 Die Legende vom Lügen, übersetzt von Verena Reichel, Hanser, München
- 1997 Hummelhonung; Hummelhonig, übersetzt von Verena Reichel, Hanser, ISBN 3-446-18941-6
- 2002 Pölsan
  - 2003 Das Höchste im Leben, übersetzt von Verena Reichel

## Auszeichnungen
- 1984: Aniara-Preis
- 1986: Prix Femina Étranger für Batseba
- 1995: August-Preis für Hummelhonung
- 1995: Hedenvind-Plakette
- 1999: Gerard-Bonnier-Preis
- 2000: Selma-Lagerlöf-Preis
- 2000: Ehrendoktor der Universität Umeå[4]
- 2002: Medaille Litteris et Artibus
- 2003: Romanpreis des Schwedischen Radios
- 2004: Großer Preis des Samfundet De Nio

## Belege
1. ↑  Akademiledamoten Torgny Lindgren har avlidit. Svenska Akademien, 16. März 2017, abgerufen am 16. März 2017 (schwedisch).
2. ↑  Vimmerby Tidning abgerufen am 22. August 2017 (Memento vom 22. August 2017 im Internet Archive)
3. ↑  Torgny Lindgrens arkiv - ARKEN. Abgerufen am 13. März 2023.
4. ↑  Våra hedersdoktorer. (Memento vom 9. August 2017 im Internet Archive) Humanistisk fakultet Umeå universitet, abgerufen am 17. März 2017 (schwedisch).

| Personendaten    | Personendaten               |
| ---------------- | --------------------------- |
| NAME             | Lindgren, Torgny            |
| KURZBESCHREIBUNG | schwedischer Schriftsteller |
| GEBURTSDATUM     | 16. Juni 1938               |
| GEBURTSORT       | Raggsjö, Norsjö             |
| STERBEDATUM      | 16. März 2017               |
| STERBEORT        | Rimforsa                    |